# House 3
Pour les articles homonymes, voir House.
Pour plus de détails, voir Fiche technique et Distribution.
House 3 (House 3: The Horror Show) est un film américain réalisé par James Isaac, sorti en 1989.
Il s'agit du troisième film de la saga House.

## Résumé
Lucas McCarthy, policier de son état, est obnubilé par Max Jenke, un tueur en série qu’il a récemment mis derrière les barreaux. Au cours de l’affaire, de nombreuses personnes ont été littéralement mises en pièces, et tout ce sang pèse lourdement sur la conscience de Lucas. Suspendu après l’arrestation du tueur, McCarthy semble surmené; il est victime de visions, fait des cauchemars à répétition… Tout cela, espère-t-il, va s’arrêter une fois Jenke grillé sur la chaise électrique. Cependant, l’exécution du condamné ne fera que raviver les peurs et les visions de McCarthy. Le tueur se lève de la chaise, complètement brûlé, s’approche du policier et jure qu’il le poursuivra en enfer. Ici commence donc l’histoire d’une famille troublée dans sa demeure par une force maléfique. Ce sera par ailleurs le seul point commun avec les autres épisodes de la franchise.

## Fiche technique
- Titre original : House 3: The Horror Show
- Titre français : House 3
- Réalisation : James Isaac
- Musique : Harry Manfredini
- Photo : Mac Ahlberg
- Montage : Edward Anton
- Producteur : Sean S. Cunningham
- Distribution : United Artists
- Langue : anglais
- Scénario : David Blyth, James Isaac
- Genre : comédie horrifique
- Durée : 95 minutes
- Date de sortie : 
  -  États-Unis : 28 avril 1989
  -  France : 6 octobre 2004

## Distribution
- Lance Henriksen : Lucas McCarthy
- Rita Taggart : Donna McCarthy
- Dedee Pfeiffer : Bonnie McCarthy
- Aron Eisenberg : Scott McCarthy
- Brion James : Max Jenkle
- Thom Bray : Peter Campbell
- Matt Clark : Tower

## Lien avec la sagaEvil Dead
En Italie, le film Evil Dead sort sous le titre La Casa (« La Maison » en français). Evil Dead 2 est logiquement intitulé La Casa 2. Pour capitaliser sur le succès des films de Sam Raimi, le film La Casa 3 : Ghost House est produit. Il sortira en 1988, en France sous le titre La Maison du cauchemar. Officiellement, ce film n'a aucun lien avec la saga Evil Dead. La Maison du cauchemar sera suivi de Démoniaque présence (La Casa 4 : Witchcraft, 1988) et Au-delà des ténèbres (La Casa 5 : Beyond Darkness, 1990).
Bien que n'ayant aucun lien avec tous ces films, House 2 : La Deuxième Histoire (1987) et House 3 (1989) seront rebaptisés respectivement La Casa 6 et La Casa 7 pour leur sortie en Italie.